# Чарлі Хеджес
Чарлі Хеджес (нар. 18 липня 1986) — британська диск-жокей, що веде Rickie, Melvin and Charlie на BBC Radio 1, а також очолює Radio 1's Dance Anthems на Radio 1 Dance.

## Раннє життя
Хеджес вивчав журналістику в Harlow College.<ref name="skiddle">Charlie Hedges interview: Joining the party. Skiddle.com (англ.). Процитовано 13 березня 2021.<ref>